# Nikolaj Ivanovič Abramčuk
Nikolaj Ivanovič Abramčuk (belorusko Мікалай Іванавіч Абрамчук, rusko Николай Иванович Абрамчук), sovjetski vojaški pilot in letalski as, * 20. november, 1912, Romanovka (guvernija Grodno), † 1. februar 1974, Kijev.
Abramčuk je v svoji vojaški karieri dosegel 16 samostojnih zračnih zmag.

## Življenjepis
V sestavi 894. lovskega letalskega polka je opravil več kot 300 bojnih poletov.

## Odlikovanja
- heroj Sovjetske zveze